# Cerkev sv. Tomaža, Planinca
Cerkev svetega Tomaža v Planinci je podružnična cerkev župnije Preserje.
Vzhodno orientirana cerkev stoji na višini 569 m, na robu vasi Planinca. Njen nastanek sega najverjetneje v pozno 13. stoletje. Po poškodbi v drugi svetovni vojni in skorajšnjem propadu je bila v letih 1987-89 obnovljena v starem romanskem izgledu.
Cerkev sestoji iz pravokotne ladje, polkrožne apside, vhodne lope in zvonika na preslico. Cerkev je na zunanji strani ometana, z izjemo ladijskih vogalov in apside, ki kažejo strukturo svoje kamnite gradnje. Na notranji strani ima ladja lesen raven strop in ometane stene, niso pa ometane apsida in apsidalni lok, zložen iz prisekanih klad lehnjaka. Zidana oltarna miza v apsidi je brez nastavka; v njej je vzidan relikviarij s pečatom prvega ljubljanskega škofa Žige Lamberga. Zidani oltarni mizi sta tudi v obeh vzhodnih vogalih ladje, kjer sta nekoč stala stranska oltarja; na levi stoji kip sv. Tomaža, delo kiparja Draga Koširja iz Jelovca pri Sodražici, na desni pa je počen zvon z letnico 1695.

## Zgodovina cerkve
Cerkvica je v pisnih virih prvič omenjena leta 1368 in sicer kot lovska kapela. Po ljudskem izročilu naj bi jo dal v zahvalo sezidati ižanski grof, ki se je na lovu čudežno rešil pred velikim medvedom. Cerkev je prvotno spadala pod župnijo Ig, od leta 1792 pa pripada župniji Preserje.
O njenem nekdanjem izgledu pričajo vizitacijska poročila ljubljanskih škofov. Prvo je iz leta1631, ko je cerkev obiskal ljubljanski škof Rinaldo Scarlicchio. Cerkev je bila tedaj temna in slabo opremljena. Poleg oltarja sv. Tomaža v apsidi je imela še oltar Blažene Device v ladji na evangelijski strani. Podobno je bilo ob obisku škofa Otona Friderika Bucheima, leta 1654. Tedaj so cerkev tudi izmerili. Imela je lesen strop. Zahodna fasada se je nad vhodnimi vrati organsko dvigala v steno z odprto lino, v kateri je visel zvonček (zvoniček na preslico).
Leta 1689 je cerkev omenjena v Valvazorjevi Slavi vojvodine Kranjske kot ena izmed podružnic ižanske fare. Pred zahodno cerkveno fasado so postavili, verjetno leta 1695, pravi zvonik.
Leta 1880 se je vdrl preperel ladijski strop, zato so naslednje leto ladjo prekrili z opečnim obokom.

V času pred drugo svetovno vojno je imela cerkev samo en oltar. Imel je zidano oltarno mizo s kipom sv. Tomaža v tronu in kipoma sv. Miklavža in sv. Florijana ob straneh, v atiki pa kip Matere Božje; le slednji je bil kvalitetnejše delo iz 18. stoletja.
16. julija 1942 so italijanski vojaki požgali vas. Skupaj z njo je pogorela tudi cerkev. Zvonik in ladja sta ostala brez strehe, zato je stavba začela propadati. Leta 1949 se je zrušil iz opeke pozidani obok v ladji, apsida pa je na srečo ohranila z bobrovcem pokrito streho, ki je preprečila njen propad. Nezaščitene razvaline so razpadale naprej. Porušila se je severna stran zvonika in velik del severne ladijske stene z značilnim in pričevalnim romanskim okencem. Grmovje, ki je preraslo ruševine je zraslo v drevesa. Ker nista niti posvetna niti cerkvena oblast kazali zanimanja za rešitev cerkve in spomenika romanske arhitekture, so leta 1987 na svojo roko prevzeli pobudo farani sami. Z osebnim delom, materialom in denarnimi prispevki so v dveh letih postavili cerkev na novo. Pri tem so skušali izgled cerkve približati nekdanjemu romanskemu slogu. Rekonstruirali so mala romanska pravokotna okenca. Zvonik so spet zgradili na preslico (žal malo preveč masiven), pritličje porušenega novejšega zvonika pa so uporabili za vhodno lopo.
Med obnovitvenimi deli so v zidani menzi severnega stranskega oltarja, ki je bila več desetletij izpostavljena vsem vremenskim ujmam, našli zazidano svinčeno škatlico z relikvijami, ki je bila vzidana v času posvetitve tega oltarja. Ob obnovi cerkve so škatlico vzidali v oltarno mizo glavnega oltarja v apsidi.
Obnovljeno cerkev je 24. septembra 1989 blagoslovil ljubljanski škof Jožef Kvas, o čemer priča spominska plošča. Na nedeljo okrog tega datuma vsako leto ob cerkvi priredijo spominsko srečanje.